# Quartinia atrata
Quartinia atrata är en stekelart som beskrevs av Gusenleitner 1998. Quartinia atrata ingår i släktet Quartinia och familjen Masaridae. Inga underarter finns listade i Catalogue of Life.